# Rosmariquinona
La rosmariquinona és un compost químic diterpè fenòlic aïllat del romaní (Salvia rosmarinus). Té propietats antioxidants superiors a les de l'hidroxibutilanisol (BHA) però lleugerament inferiors a les de l'hidroxibutiltoluè (BHT). Fou aïllada per primera vegada a la dècada del 1980. La seva fórmula química és C19H22O₂.